# Heidi Baader-Nobs
Heidi Baader-Nobs (* 5. Dezember 1940 in Delémont) ist eine Schweizer Komponistin.

## Leben
Heidi Baader-Nobs bildete sich zunächst als Lehrerin an der École Normale in Delémont aus und erhielt Klavier- und Violinunterricht. Anschliessend verfolgte sie Studien der Musiktheorie und Komposition bei Robert Suter und Jacques Wildberger am Konservatorium in Basel. 1966–1970 schuf sie erste Arbeiten mit seriellen und dodekaphonischen Techniken, die sie später als epigonal verwarf. Seit 1976 entfernen sich die Werke zunehmend vom seriellen System und werden vor allem durch die graphische Form bestimmt. Es sind akustische Verwirklichungen graphischer Vorstellungen.

## Statements zum Werk
«Polyphonie im Sinne eines Nebeneinanders unterschiedlichster Geschwindigkeiten und Bewegungsabläufe stellt ein Charakteristikum der musikalischen Sprache von Heidi Baader-Nobs dar.»

«Ihr Denken ist eher geometrisch orientiert, wobei sie deduktiv vom Grossen ins Kleine arbeitet und so Proportionen auf allen Ebenen kontrolliert: Tonhöhen, Rhythmen, Dynamik. Dieses starke Form- und Flussbewusstsein bestimmen den Tonraum und Zeiteinteilung.»

## Werke (Auswahl)
- Musique de fête pour…, für Orchester (1981, UA 1989 durch die Philharmonische Werkstatt Schweiz unter Mario Venzago)
- Quatuor à cordes, für Streichquartett (1980, UA 1983 durch Egidius Streiff und Streiff Trio)
- Lamento, für 16 Stimmen (1984, UA 1986, Auftragswerk der Pro Helvetia für die Basler Madrigalisten)
- Duo pour Hansheinz, für Violine solo (1996, UA 1998 durch Hansheinz Schneeberger)
- En éventail, für Bassflöte/Piccolo und Violine (2014, UA 2016 durch Carine Levine und Egidius Streiff)
- Ballade pour Nouria, für Streichquartett (2014, UA 2015 durch Walter Grimmer und Egidius Streiff)
- Ballade, für Ensemble (2019, UA 2020 durch das Ensemble Phoenix Basel unter Jürg Henneberger)

## Diskographie (Auswahl)
- Porträt-CD von Heidi Baader-Nobs. Grammont Portrait MGB CTS-M 139.
- Duo pour Hansheinz auf der Porträt-CD von Hansheinz Schneeberger. Grammont Portrait MGB CTS-M 101.